# 제바스티안 바흐만
제바스티안 바흐만(독일어: Sebastian Bachmann, 1986년 11월 24일 ~ )은 독일의 펜싱 선수로 주 종목은 플뢰레이다. 그는 2012년 하계 올림픽의 남자 플뢰레 개인전과 단체전에 출전하였다. 그는 개인전 16강에서 톱시드 배정을 받은 이탈리아의 발레리오 아스프로몬테에 11-15로 패해 탈락하였다. 미국과의 단체 동메달 결정전에서 그는 게렉 마인하트를 상대하던 도중 피스트 굴러떨어져 부상당하였다. 이후, 그를 대신해 안드레 베셀스가 출전하였고, 7바우트를 5-3으로 끝냈다. 45-27로 이 경기에서 승리한 독일은 동메달을 목에 걸었다.